# Thomisus roeweri
Thomisus roeweri är en spindelart som beskrevs av Comellini 1957. Thomisus roeweri ingår i släktet Thomisus och familjen krabbspindlar.
Artens utbredningsområde är Tanzania. Inga underarter finns listade i Catalogue of Life.